# Giacomo Conti
Giacomo Conti (n. 24 iunie 1918, Palermo, Italia – d. 8 iulie 1992, Verona, Italia) a fost un bober ce a reprezentat Italia, medaliat olimpic. A participat la o ediție a Jocurilor Olimpice (1956) în care a câștigat o medalie de aur.

## Participări
Lista de mai jos prezintă principalele competiții la care a participat Giacomo Conti de-a lungul carierei.
- bobsleigh at the 1956 Winter Olympics – two-man[*]